# Épiphyse (os)
Pour l’article homonyme, voir épiphyse.
Ne doit pas être confondu avec l'épiphyse qui est aussi l'ancien nom de la glande pinéale
Les épiphyses sont les extrémités d'un os long.

## Description
Les épiphyses forment les extrémités plus ou moins renflées des os longs.
Elle portent les surfaces articulaires de l'os et un ensemble de reliefs osseux servant d'insertions musculaires ou ligamentaire.
Elles sont formées d'une couche d'os cortical externe renfermant une masse d'os spongieux incluant dans ses cavités de la moelle rouge.
Les travées de l'os spongieux permettent une répartition des forces s'exerçant sur la tête osseuse vers la diaphyse et rendent visibles les lignes de force.
Extérieurement , elles sont recouvertes de périoste sur toute leur surface non articulaire. Les surfaces articulaire sont recouvertes de cartilage articulaire.

## Embryologie
Au cours de la croissance osseuse les épiphyses sont séparées de la diaphyse par les métaphyses et  les cartilages épiphysaires. Ces derniers disparaissent à l'âge adulte.

## Images additionnelles

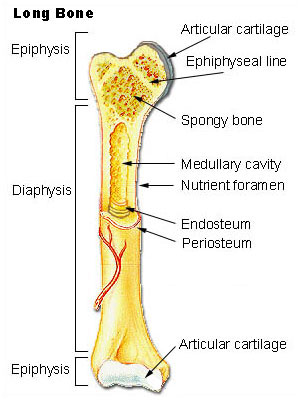
Os long
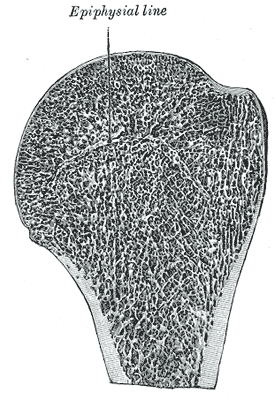
Section longitudinale de la tête de l'humerus gauche.